# Gravier (granulat)
Pour les articles homonymes, voir gravier.

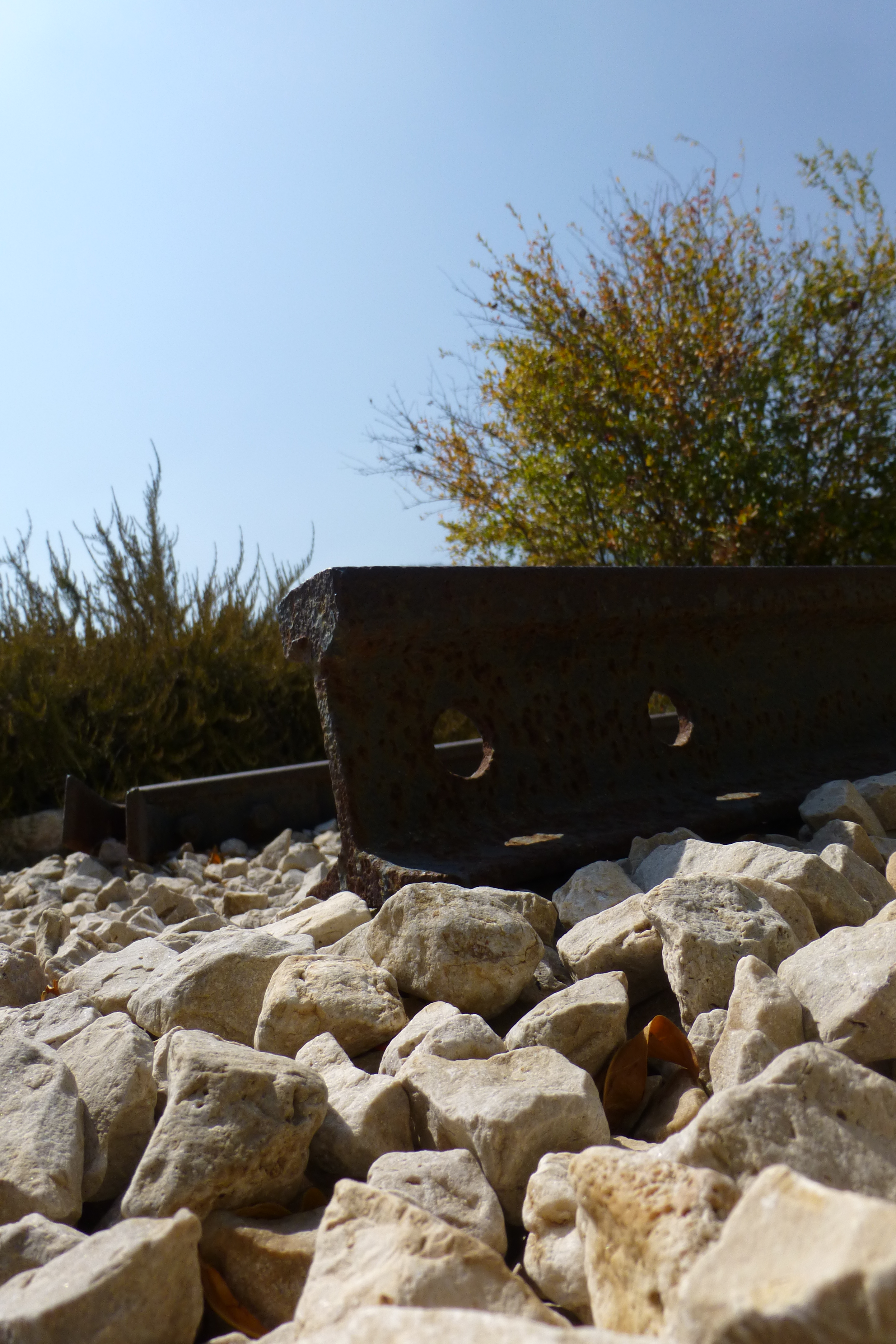
Grave

Le gravier est un granulat composé d'un mélange de sable et de gravillons. Il est utilisé principalement dans l'exécution des corps de chaussées (routes et autoroutes), de plateformes (parcs de stationnement, aires de stockage…), de pistes d'aérodromes. Dans toutes ces réalisations, quelques décimètres d'épaisseur de gravier sont utilisées sous la couche de finition (enrobé bitumineux de couverture, dallage béton, enduit superficiel d'usure, etc.). Les graviers peuvent être naturels, reconstitués en centrale, traités aux liants hydrauliques (ciment, laitier…), à la chaux, ou aux liants hydrocarbonés (bitume).

## Dénominations
Les graviers sont des granulats dont la granulométrie est de type d/D (d étant le diamètre du plus petit grain et D du plus gros).
Traditionnellement en France (repris par les normes NF), les granulométries typiques des graviers sont : 0/14 mm, 0/20 mm, 0/31,5 et 0/63 mm, voire 0/80 et 0/150 mm.

### Graves non traitées
Pour les articles homonymes, voir GNT.
Les graviers non traités (GNT) existent en deux types, selon la façon dont ils sont produits :
- ce sont des matériaux obtenus en une seule fraction, sans mélange, sans ajout d’eau, tels que sortis du crible de la carrière. En France, on les qualifie de « graviers naturels », et dans la norme NF 98-129, de « GNT de type A ». La nouvelle norme (EN 13285) ne les différencie plus des suivants ;
- ce sont des matériaux obtenus avec au moins deux fractions granulaires distinctes (par exemple un sable 0/4, avec un gravillon 4/10 et un autre 10/20, pour former un gravier 0/20), et, au besoin, un ajout d’eau. La recomposition et le malaxage se font dans une centrale spéciale nommée « centrale de graviers », ou « centrale de blanc ». En France, on les qualifie de « graviers reconstitués humidifiés » (GRH) et dans la norme caduque NF 98-129, de « GNT de type B ».

### Graves recyclées
Les graves recyclées sont issues de la déconstruction de bâtiment, d'ouvrage d'art ou de couches de chaussée. Les matériaux « qualifiés de mélangés » peuvent contenir des impuretés (métaux, plâtres, bois, plastiques, terres…) qui sont, idéalement triés en amont, ou lors du recyclage.
Les graves recyclées sont utilisées avantageusement en remblais ou assises de chaussées. Les graves recyclées ont pour intérêts :
- de donner de la valeur à un produit qui serait envoyé en ISDI ;
- d'éviter de prélever dans l'environnement une nouvelle ressource ;
- de réduire les transports, ainsi que les impacts et les coûts associés.

### Graviers traités
Les graviers traités sont des matériaux obtenus de la même façon que les graviers reconstitués humidifiés (GRH) auxquels on ajoute un liant.
- Graviers traités aux liants hydrauliques : le liant peut être un ciment routier hydraulique, dans ce cas on parle de « gravier-ciment », ou un liant spécial routier, ou un laitier, ou un mélange laitier-chaux, ou cendre volante-chaux, voire pouzzolane-chaux. La teneur en liant est de l’ordre de 5 %
- Graviers traités aux liants hydrocarbonés : le liant peut être du bitume, c’est une « gravier-bitume ». L'ajout de liant se fait, soit par une centrale de GRH, le liant est alors une émulsion de bitume eau-savon-bitume, soit dans une centrale de recomposition des enrobés routiers (« centrale de noir »), le liant est alors un bitume. La teneur en bitume est de l’ordre de 4 %.
- Graviers traités à la chaux : parfois, hors processus normé, des graviers sont traitées à la chaux seule. Il s'agit souvent de chantiers particuliers, où l’on doit rendre inertes les traces d’argiles contenues dans le gravier. La réaction de la chaux avec l'argile forme un effet de liant. L’ajout de 2 à 4 % de chaux se fait sur la base d’essais préalables.

## Caractéristiques
Chaque type de granulats présente ses propres caractéristiques géométriques et physico-chimiques. Elles sont mesurées sur une fraction granulaire limitée (par exemple la fraction 10/14 mm).
En outre, spécifiquement pour les graviers non traités, on recherche la densité maximum (de l'ordre de 2,1 à 2,2 kg/dm3), à l'humidité optimale : c'est l'« optimum de Proctor modifié » (OPm).
On recherche aussi la meilleure portance de l'exécution, par l'indice de portance immédiate (IPI).
Pour les graviers traités aux liants hydrauliques, on caractérise la résistance à la traction et le module élastique (module de Young).

## Comportement des désherbants dans le gravier
Les graviers sont massivement utilisés en ville et dans les jardins, comme substrat de surface, ou comme support de dalle, pavé, pavés autobloquant, gazons synthétiques, etc. Et depuis la seconde partie du XXe siècle, de nombreuses applications de désherbants (souvent répétées durant des années) ont eu lieu sur ce type de substrat.
Plusieurs études danoises ont récemment (2020) montré que selon les caractéristiques physico-chimiques de ce gravier (et selon le type de molécule utilisée), les traitements désherbants avaient des conséquences très différentes en termes de transformation, et sorption/lixiviation du pesticide et/ou de ses métabolites (métabolites parfois plus toxiques que la molécule-mère).
Ces études ont aussi montré que dans le gravier, le devenir des molécules de désherbants est également très différent de ce qu'il est en milieu agricole. La dégradation, biodégradation, minéralisation, sorption et le vieillissement de ces molécules y sont différents de ce qu'ils sont dans les sols agricoles, ce qui influe sur leur cinétique environnementale (exports vers l'air, l'eau interstitielle du sol, les eaux de surface ou de nappe). Or les pesticides sont encore règlementés en Europe uniquement sur la base de leur comportement dans les sols agricoles, comportement non représentatif de la cinétique des pesticides dans les sols urbains (imperméabilisés, pavés ou non).
Dans les substrats de sable/gravier, la sorption joue un rôle majeur dans le « contrôle » du relargage et lessivage des molécules de dégradation (issues du glyphosate ou du diflufénican par exemple). Les études montrent que ces produits de dégradation sont lixiviés de manière très différente selon le type de gravier utilisé (car « différents graviers peuvent déclencher différentes voies de dégradation » des molécules de pesticides.

Par exemple, dans le cas du diflufénican (désherbant souvent associé au glyphosate), la sorption de la molécule-mère (c'est-à-dire sa fixation) est bien plus importante dans le sol agricole que dans le gravier ; ses molécules de dégradation contaminent, elles, plus facilement les eaux lixiviées au travers du substrat de gravier. On le sait notamment par une étude ayant utilisé en extérieur 21 lysimètres emplis de gravier, qui ont été comparés à une couche arable sableuse comme témoin. Après apport d'un mélange commercial diflufénican + glyphosate, les quantités d'herbicides et de leurs produits de dégradation pertinents ont été dosés dans les lixiviats durant 19 mois : « le diflufénican, le glyphosate et l'AMPA n'ont été lixiviés par aucun des lysimètres. Mais un produit de dégradation du diflufénican (l'AE-0) s'est lessivé à partir de deux des types de gravier pendant plus d'un an, et un second produit de dégradation (l'AE-B) était retrouvé dans les lixiviation de tous les graviers durant un an au maximum ». Les taux de ces produits dans le lixiviat ont atteint à 0,5 à 3 g/L, et « les concentrations les plus élevées sur les périodes les plus longues étant observées avec des éclats de roche sur le gravier ».

## Normes
- NF P 98-129 de novembre 1994 : Graviers non traitées, remplacée par la norme européenne EN 13285 de mai 2004 : Graviers non traitées.
- NF P 98-122 de novembre 1991 : Graviers-liant spécial routier, remplacée par la norme NF P 98-116 de février 2000 : Graviers traitées aux liants hydrauliques, remplacée par NF EN 14227-1:200502 (P98-887-1), NF EN 14227-2:200502 (P98-887-2), NF EN 14227-3:200502 (P98-887-3) et NF EN 14227-5:200502 (P98-887-5)
- NF P 98-115 de janvier 1992 : Exécution des corps de chaussées, remplacée par la norme NF P 98-115 de mai 2009 : Exécution des corps de chaussées.

## Terminologie
Le terme grave dans ce contexte est issu du celtique (gaulois), d'un radical grav (gro en gallois), qui donna le bas latin grava, à l'époque gallo-romaine. Au XIIe siècle, grave est l'une des formes régionales de grève et signifie « gravier » mais aussi « plage, grève » et possédait un dérivé gravel ou gravele, dans le sens de sable et de plage.
Les dérivés sont :
- gravelle est venu désigner (XVIe siècle) les calculs des voies urinaires ;
- gravats (1798), venant de gravas (1718), lui-même de « gravois » (1694), dans les dictionnaires de l'Académie française et auparavant de gravoi (XIIe siècle) ;
- gravier (XIIe siècle), gravillon (XVIe siècle) et gravière (XIXe siècle) ;
- graveleux, au XIVe siècle signifie caillouteux, il prend son sens médical au XVIe siècle et prend le sens de « licencieux » à la fin du XVIIe siècle.

Le français régional du nord-est de la France utilise encore les mots grève et grèvière, pour désigner « grave » et « gravière ». Le français québécois utilise un autre terme garnotte ou grenotte pour désigner les différents types de graviers répandus sur les chaussées. Il s'agit sans doute d'un usage détourné du terme régional typique du nord ouest de la France gernotte, connu sous différentes formes (garnotte, jarnotte, guernotte, génotte, etc.) et qui désigne à l'origine le Bunium bulbocastanum, ainsi que le Conopodium majus, appelés tous deux terre-noix ou châtaigne de terre en français. Ils sont caractéristiques des mauvaises terres.
En anglais, c'est gravel ou sand-gravel mix, alors qu'en allemand, c'est Kiessand.